# Justine Kitubu Kamanda
Justine Kitubu Kamanda, Bourgmestre de la commune de la Gombe à Kinshasa du 8 juillet 2005 au 24 septembre 2008, est une femme politique congolaise et kinoise qui, en juin 2006, présida le mariage civil du président de la République Joseph Kabila et Olive Lembe di Sita en tant que bourgmestre de Gombe.